# Gmina Črnomelj
Gmina Črnomelj (słoweń. Občina Črnomelj) – gmina w Słowenii. W 2002 roku liczyła 14 600 mieszkańców. Ośrodek przemysłu spożywczego.

## Miejscowości
Miejscowości wchodzące w skład gminy Črnomelj:

- Adlešiči
- Balkovci
- Bedenj
- Belčji Vrh
- Bistrica
- Blatnik pri Črnomlju
- Bojanci
- Brdarci
- Breg pri Sinjem Vrhu
- Breznik
- Butoraj
- Cerkvišče
- Črešnjevec pri Dragatušu
- Črnomelj – siedziba gminy
- Čudno selo
- Dalnje Njive
- Damelj
- Dečina
- Desinec
- Deskova vas
- Dobliče
- Doblička Gora
- Dolenja Podgora
- Dolenja vas pri Črnomlju
- Dolenjci
- Dolenji Radenci
- Dolenji Suhor pri Vinici
- Dolnja Paka
- Draga pri Sinjem Vrhu
- Dragatuš
- Dragovanja vas
- Dragoši
- Drenovec
- Drežnik
- Fučkovci
- Golek pri Vinici
- Golek
- Gorenja Podgora
- Gorenjci pri Adlešičih
- Gorenji Radenci
- Gorica
- Gornja Paka
- Gornji Suhor pri Vinici
- Griblje
- Grič pri Dobličah
- Hrast pri Vinici
- Hrib
- Jankoviči
- Jelševnik
- Jerneja vas
- Kanižarica
- Knežina
- Kot ob Kolpi
- Kot pri Damlju
- Kovača vas
- Kovačji Grad
- Kvasica
- Lokve
- Mala Lahinja
- Mala sela
- Mali Nerajec
- Marindol
- Mavrlen
- Mihelja vas
- Miklarji
- Miliči
- Močile
- Naklo
- Nova Lipa
- Obrh pri Dragatušu
- Ogulin
- Otovec
- Paunoviči
- Pavičiči
- Perudina
- Petrova vas
- Pobrežje
- Podklanec
- Podlog
- Prelesje
- Preloka
- Pribinci
- Purga
- Pusti Gradec
- Rim
- Rodine
- Rožanec
- Rožič Vrh
- Ručetna vas
- Sečje selo
- Sela pri Dragatušu
- Sela pri Otovcu
- Selce pri Špeharjih
- Sinji Vrh
- Sodevci
- Srednji Radenci
- Stara Lipa
- Stari Trg ob Kolpi
- Stražnji Vrh
- Svibnik
- Šipek
- Špeharji
- Talčji Vrh
- Tanča Gora
- Tribuče
- Tušev Dol
- Učakovci
- Velika Lahinja
- Velika sela
- Veliki Nerajec
- Vinica
- Vojna vas
- Vranoviči
- Vrhovci
- Vukovci
- Zagozdac
- Zajčji Vrh
- Zapudje
- Zastava
- Zilje
- Zorenci
- Žuniči